# Carlos Garfias Merlos
Carlos Garfias Merlos (Tuxpan, 1 de janeiro de 1951) é um clérigo mexicano e arcebispo católico romano de Morelia.
Carlos Garfias Merlos foi ordenado sacerdote em 23 de novembro de 1975.
Em 24 de junho de 1996, o Papa João Paulo II o nomeou Bispo de Ciudad Altamirano. O núncio apostólico no México, arcebispo Girolamo Prigione, o consagrou em 25 de julho do mesmo ano; Os co-consagradores foram Rafael Bello Ruiz, Arcebispo de Acapulco, e Alberto Suárez Inda, Arcebispo de Morelia.
Em 8 de julho de 2003 foi nomeado Bispo de Nezahualcóyotl e empossado em 2 de agosto do mesmo ano. Em 7 de junho de 2010 foi nomeado arcebispo de Acapulco e empossado em 24 de julho do mesmo ano.
Em 5 de novembro de 2016, o Papa Francisco o nomeou Arcebispo de Morelia.